# Acantholimon borodinii
Acantholimon borodinii är en triftväxtart som beskrevs av Andrej Nikovaevich Krasnov. Acantholimon borodinii ingår i släktet Acantholimon och familjen triftväxter. Inga underarter finns listade i Catalogue of Life.